# Erik Gedeon
Erik Gedeon (* 7. Dezember 1963 in Bern, Schweiz) ist ein schwedisch-schweizerischer Autor, Regisseur und Komponist, der an deutschen und schwedischen Theatern arbeitet. Gedeon war von 1993 bis 2000 musikalischer Leiter und Regisseur am Schauspielhaus Hannover und von 2000 bis 2002 in gleicher Funktion am Thalia Theater in Hamburg. Seit 2002 arbeitet er freiberuflich.

## Leben
Der Sohn schwedisch-schweizerischer Eltern studierte in Bern (Schweiz) und Liège/Lüttich (Belgien) Klavier und Komposition. 1993 begann er am Schauspielhaus Hannover unter dem damaligen Intendanten Ulrich Khuon als Bühnenmusiker zu arbeiten. Dabei entstanden zahlreiche Bühnenmusiken für das Schauspiel Hannover (so Angels in America, Was ihr wollt, Zurüstungen für die Unsterblichkeit oder Nathan der Weise). Er schrieb die zwei Programme Kein anderer Weg zur Zauberflöte und Die Gleichzeitigkeit der Stille für die Vokalgruppe Jacqueline Kroll. Für das Schloßtheater Celle schrieb und inszenierte er 1995 Nichts haut mich um - aber du, ein Stück über Leben und Musik von Cole Porter, und 1996 das Musical Seife. Seit 1997 entstanden auch in Hannover eigene Arbeiten: Götterfunken, Ein Mann zuviel, SCHNULZ!, Sentimental Journey, FressOrgie von Wilfried Happel und das musikalische Programm Ewig jung.
Von 2000 bis 2002 war Erik Gedeon Musikalischer Leiter am Thalia Theater. Er schrieb und inszenierte für das Thalia Theater die inzwischen zum Kult-Ereignis avancierten Abende Thalia Vista Social Club und The Return of Thalia Vista. Mit über 300 ausverkauften Vorstellungen gehören die beiden Abende zu den meistgespielten Aufführungen unter der Ägide Ulrich Khuons.
2003 inszenierte er am Thalia Theater die Operette Im weißen Rößl von Ralph Benatzky, 2005 am Bremer Theater die Oper Der Freischütz von Carl Maria von Weber. Im Rahmen des Festivals Theater der Welt 2005 in Stuttgart, war Gedeon verantwortlich für Regie und musikalische Leitung bei der Uraufführung des Stückes Schwabenblues von Felix Huby, für welches er auch die Songs schrieb. Die Koproduktion zwischen Staatstheater Stuttgart, Theater Lindenhof Melchingen und den Freilichtspielen Schwäbisch Hall wurde seitdem über 100 mal gespielt.
Mit insgesamt über 100 Vorstellungen waren auch seine beiden Abende für das Schauspielhaus Köln, Erdbeerfelder für immer. A really funny evening with singing Germans (2004) und Europa für Anfänger. Ein Abend mit Türke (2005) besonders erfolgreich.
Mittlerweile entwickelt und inszeniert Erik Gedeon seine Abende als Regisseur, Autor und Musikalischer Leiter in Personalunion selber, oft in enger Zusammenarbeit mit der Dramaturgin Christiane Baumgartner. Es entstand dadurch die neue dramatische Kunstform des Songdramas. In dieser Form, einer Weiterentwicklung des Liederabends, wird beinahe vollständig auf Sprechtext verzichtet; Handlung und Dialog findet ausschließlich über Lieder (Songs) statt. Im Gegensatz zum Musical spielen und singen Sprechtheater-Schauspieler. Herausstechendes Merkmal aller Theaterarbeiten von Gedeon ist der schräge, oft schwarze Humor. Mit seinen neuesten Arbeiten Das Wunder von Schweden und Theatertreffen nähert sich Gedeon in parodistischer Weise anderen musiktheatralischen Gattungen wie dem szenischen Oratorium oder dem klassischen Singspiel an.
Gedeons erfolgreichstes Werk ist Ewig jung (2007), die Weiterentwicklung von Thalia Vista Social Club (2001). Das Stück wird – auch unter dem Titel Forever young – regelmäßig auf deutschsprachigen Bühnen gespielt.

## Arbeiten (Auswahl)
- 1997: Götterfunken. Ein Abend an die Freude – Schauspielhaus Hannover
- 1999: SCHNULZ! – Schauspielhaus Hannover
- 2001: Thalia Vista Social Club – Thalia Theater Hamburg
- 2002: The Return of Thalia Vista – Thalia Theater Hamburg
- 2003: Familienschlager. Eine musikalische Wiedervereinigung – Bremer Theater
- 2004: Erdbeerfelder für immer. A really funny evening with singing Germans – Schauspielhaus Köln
- 2004: Monkey Show – Thalia Theater Hamburg - wurde nie aufgeführt
- 2005: Singen für Deutschland – Bremer Theater
- 2005: Europa für Anfänger. Ein Abend mit Türke – Schauspielhaus Köln
- 2006: Hartz IV - Das Musical – Staatsschauspiel Dresden
- 2006: Mein Ball. Ein deutscher Traum – Schauspielhaus Hamburg
- 2006: Große Koalition – Düsseldorfer Schauspielhaus
- 2007: Trostpreis für Deutschland – Schauspielhaus Hamburg
- 2007: Ewig jung – Staatsschauspiel Dresden
- 2007: Stairways to heaven – Düsseldorfer Schauspielhaus
- 2008: Zigeunerjunge – Schauspielhaus Hamburg
- 2009: Das Wunder von Schweden. Eine musikalische Möbelsaga (zusammen mit Klas Abrahamsson) – Schauspielhaus Hamburg
- 2010: Theatertreffen. Ein Singspiel aus den Alpen – Theater Lindenhof Melchingen/Ruhrfestspiele Recklinghausen
- 2010: Ingvar (zusammen mit Klas Abrahamsson) – Malmö stadsteater
- 2012: Min vän Facisten (zusammen mit Klas Abrahamsson) – Malmö stadsteater
- 2018: Den fria viljan – Uppsala stadsteater
- 2020: Meningen med döden – Uppsala stadsteater
- 2021: Djur som hatar människor – Uppsala stadsteater